# Jorge Blanco
Jorge Blanco Güereña (Guadalajara, Mexico, 19 december 1991) is een Mexicaanse acteur en zanger. Hij is vooral bekend door zijn rol als Leon in de Disneyserie Violetta.

## Biografie
Blanco maakte zijn televisiedebuut in 2007, toen hij meedeed aan de realityshow High School Musical: La Selección.
Hij was te zien in het eerste seizoen van Cuando toca la campana, waarin hij een gastrol vertolkte. In 2011 ging hij naar de Verenigde Staten om mee te doen aan Disney's Friends for Change Games. Daarbij zat hij in het gele team met onder andere Bridgit Mendler en China Anne McClain.
In 2012 begon hij met het filmen voor de televisieserie Violetta, waarin hij de rol van Leon vertolkt. Na het stoppen van Violetta, in 2015, is Blanco in 2016 te zien in een film over Violetta/Martina Stoessel.
In 2017 zingt hij de single 'Gone Is the Night' van de Nederlandse DJ's van Kris Kross Amsterdam.

## Filmografie
| Jaar    | Film                              | Rol      | Opmerkingen                                    |
| ------- | --------------------------------- | -------- | ---------------------------------------------- |
| 2007    | High School Musical: La Selección | Zichzelf | Realityshow                                    |
| 2010    | Highway: Rodando la Aventura      | Diego    | Episode: "El mochilero" (season 1, episode 10) |
| 2011–12 | Cuando toca la campana            | Pablo    |                                                |
| 2011    | Disney's Friends for Change Games | Zichzelf | Gele team                                      |
| 2012–15 | Violetta                          | Leon     | Hoofdrol                                       |
| 2016    | Tini El Gran Cambio De Violetta   | Leon     | Hoofdrol                                       |

## Discografie
Albums
- 2008: High School Musical: El Desafio Mexico
- 2011: Cuando toca la campana
- 2012: Violetta
- 2012: Cantar es lo que soy
- 2013: Hoy Somos más
- 2014: Gira Mi Canción
- 2015: Crecimos Juntos
- 2015: het beste van Violetta

## Prijzen en nominaties
- 2013 – Kids' Choice Awards México
  - gewonnen – Favoriete Acteur voor Violetta.
- 2013 – Kids' Choice Awards Argentinië
  - gewonnen – Favoriete TV Acteur voor Violetta.
- 2014 -  Teen weekly 2014 
  - gewonnen - Favoriete Acteur voor Violetta.
- 2014 - Kids' Choice Awards Colombia
  - gewonnen - Favoriete Acteur voor Violetta.
- 2014 - Kids' Choice Awards Mexico
  - gewonnen - Favoriete Acteur voor Violetta.